# Monasterio de Lorvão
El monasterio de Santa María de Lorvão o simplemente monasterio de Lorvão se localiza en la freguesia de Lorvão, municipio de Penacova, distrito de Coímbra, Portugal. Fue un importante monasterio y centro de producción de manuscritos ilustrados en el siglo XII, pasando después a monasterio femenino. Tras la extinción de las órdenes religiosas en el siglo XIX, tuvo un nuevo uso ya en el siglo XX como hospital psiquiátrico, el Hospital Psiquiátrico del Lorvão, concluido en 2012. El Monasterio de Lorvão fue clasificado como Monumento Nacional en 1910.

## Historia

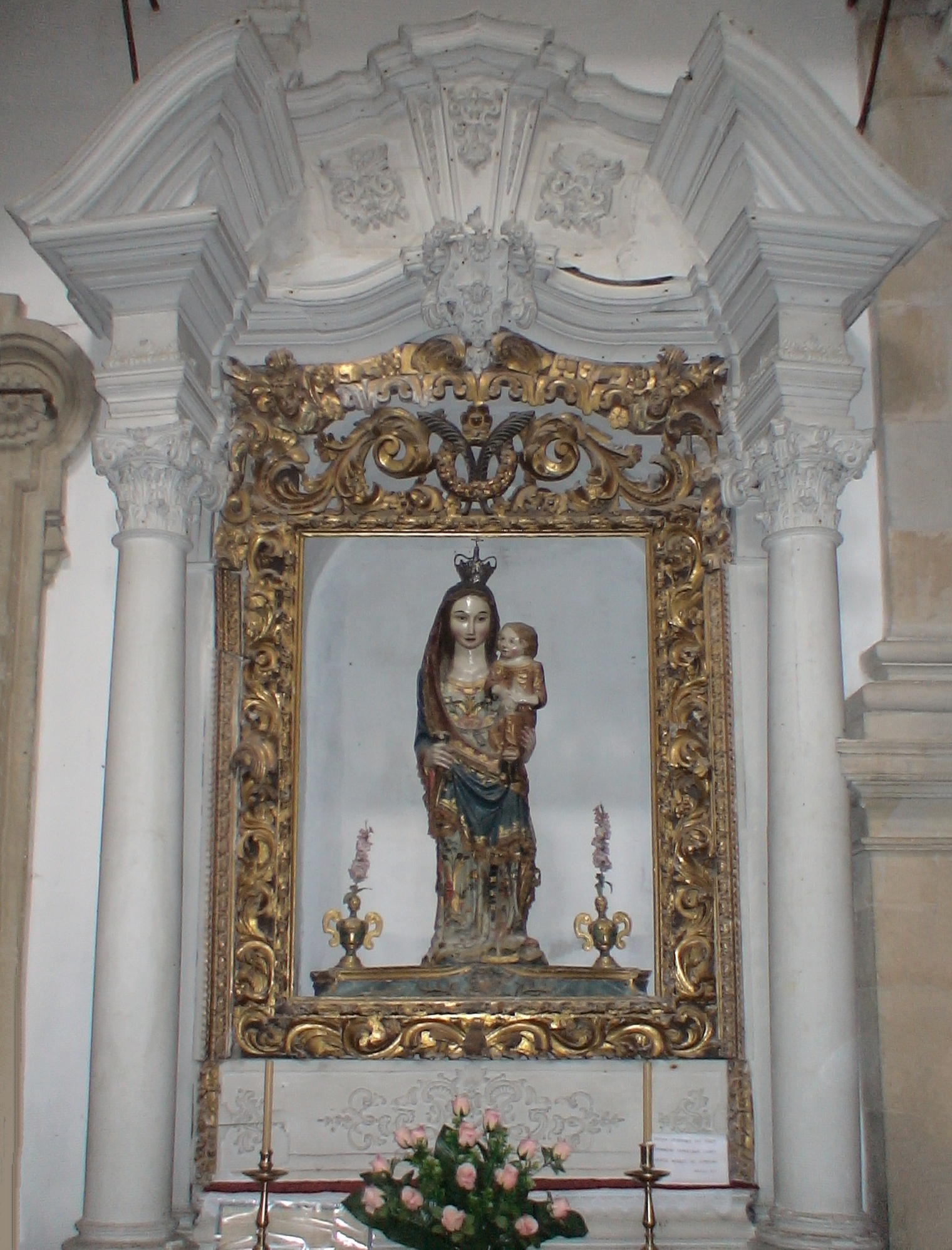
Nuestra Señora de Vida, siglo XIV

Aunque la fecha de fundación del monasterio se desconoce, la fecha más probable sería durante la secuencia de la primera reconquista cristiana de Coímbra, en 878. Originaralmente, el monasterio fue de ámbito masculino. En el siglo X su importancia era ya considerable, estatuto que mantuvo a lo largo de toda la Edad Media. A mediados del siglo XI el monasterio adoptó la Regla Benedictina, siendo dedicado a San Mamés. 
En la segunda mitad del siglo XII, durante el reinado de Alfonso Enríquez, primer rey de Portugal, hubo importantes remodelaciones, de las cuales resultaron, muy probablemente, un nuevo claustro y una iglesia de tres naves. Esto coincidió con el gobierno del abad João (1162-1192), durante el cual el monasterio de Lorvão, a la par que el Monasterio de Santa Cruz de Coímbra, fue uno de los principales centros de producción de manuscritos ilustrados del nuevo reino. Destacó de entre la producción del scriptorium de Lorvão el Libro de las Aves, ejecutado a finales del reinado de Alfonso Enríquez (1184), y el Apocalipsis de Lorvão, ejecutado ya durante el reinado de Sancho I (1189). 
En 1206 el monasterio pasó a la Orden del Císter, pero de ámbito femenino, teniendo ahora por invocación a Santa María. Esta profunda transformación se debió a la infanta y beata Teresa de Portugal, hija de Sancho I y mujer de Alfonso IX de León, que tras haber tenido tres hijos con el monarca leonés vio cómo su matrimonio era declarado nulo por consanguinidad y hubo de regresar a Portugal, viviendo en el monasterio hasta la fecha de su muerte, en 1250. La infanta se encuentra hoy sepultada en la iglesia del monasterio, juntamente con su hermana, la beata Sancha de Portugal, en urnas ejecutadas en el siglo XVIII, tras la beatificación de las infantas en 1705, por el orífice portuense Manuel Carneiro de Silva en 1714. Estas dos infantas fueron las que tras la muerte del padre mantuvieron un litigio con el hermano, el rey Afonso II, sobre sus derechos.

### SiglosXVI-XVIII

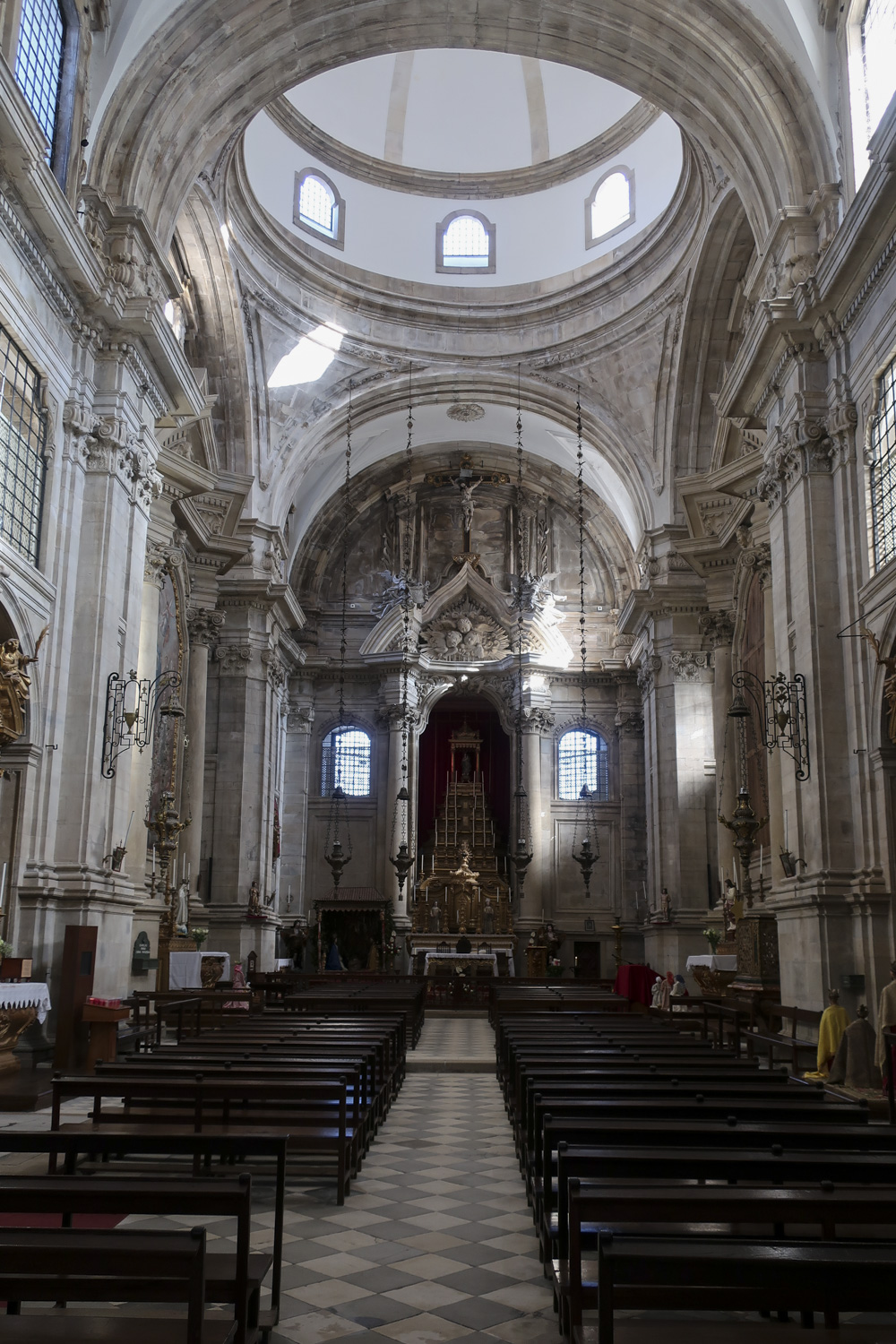
Interior de la iglesia

Los cambios de la primera mitad del siglo XIII debían haber implicado nuevas remodelaciones del monasterio. Desgraciadamente, de todas las obras medievales solo existen hoy los capiteles de estilo románico en las capillas del claustro. En el último cuarto del siglo XVI el claustro sufrió remodelaciones al estilo renacentista, y grandes campañas de obras iniciadas en la década de 1620 —el pórtico de la iglesia data de 1630— y continuadas en el siglo XVIII acabarían por dar al monasterio su aspecto actual, de estilo ya barroco. Al claustro fueron añadidas varandas (1677), y la talla dorada invadió el interior de la iglesia. Del siglo XVIII es destacable el cadeiral del coro-bajo, ejecutado entre 1742 y 1747 en jacarandá y nogal, y la reconstrucción de la iglesia, bajo influencia del convento de Mafra, entre 1748 y 1761 —época en la que también el monasterio de Tibães sufrió remodelaciones semejantes—.

### SigloXIX
Tras las Guerras liberales, la extinción de las órdenes religiosas en Portugal en 1834 extinguió inicialmente sólo los conventos masculinos. La extinción final de las órdenes religiosas femeninas quedó regulada solo en 1862, cuando se decidió que el convento o monasterio sería extinto al acaecer la muerte de la última religiosa. La última monja del monasterio del Lorvão vendría a fallecer en 1887. Sin embargo, gran parte del patrimonio del monasterio fue adquirido a las monjas, encontrándose hoy disperso por varios museos nacionales. Un ejemplo es el Apocalipsis de Lorvão, que en 1853, con autorización de las monjas, fue llevado al Archivo Nacional de la Torre do Tombo por Alejandro Herculano. 

### SigloXX
El Mosteiro del Lorvão integró la lista original de los primeros edificios clasificados como Monumento Nacional en Portugal, por el Decreto de 16-06-1910, DG n.º 136, de 23-06-1910. Mantiene el espacio de la Iglesia, Cadeiral, Claustro del Silencio y Zimbório(cúpula del monumento), que invitan a una visita enriquecedora y memorável.
Durante el Estado Nuevo, el edificio del convento, y toda la zona envolvente, ya en adelantado estado de degradación, fue requalificado como hospital psiquiátrico por iniciativa del profesor Fernando Baeta Bissaia Barreto Rosa. Esta adaptación puede ser estudiada a través de fuentes documentales, bibliográficas y fotográficas existentes en el Centro de Documentación Bissaya Barreto en Coímbra, donde existe también un libro de notas del siglo XVIII. La creación del Centro hospitalario Psiquiátrico de Coímbra, en 2007, decidió también el cierre del Hospital Psiquiátrico del Lorvão a medio plazo. En 2011 tenía aún 92 usuarios: 30 internamentos residentes femeninos y 62 masculinos. Los últimos usuarios fueron transferidos en 2012 para otras unidades, principalmente en Miranda do Corvo y Condeixa-la-Nueva.

### SigloXXI
A 3 de mayo de 2014, fue la inauguración de un ejemplar único de un órgano ibérico de doble faz, después de cerca de 25 años del inicio de la reparación. Órgano de dimensiones y sonoridad fuera de lo común por sus dimensiones así como sus características como instrumento musical.

En 2018, el gobierno transformó en hotel de cinco estrellas las alas del monasterio donde funcionó, hasta 2012, el hospital psiquiátrico.

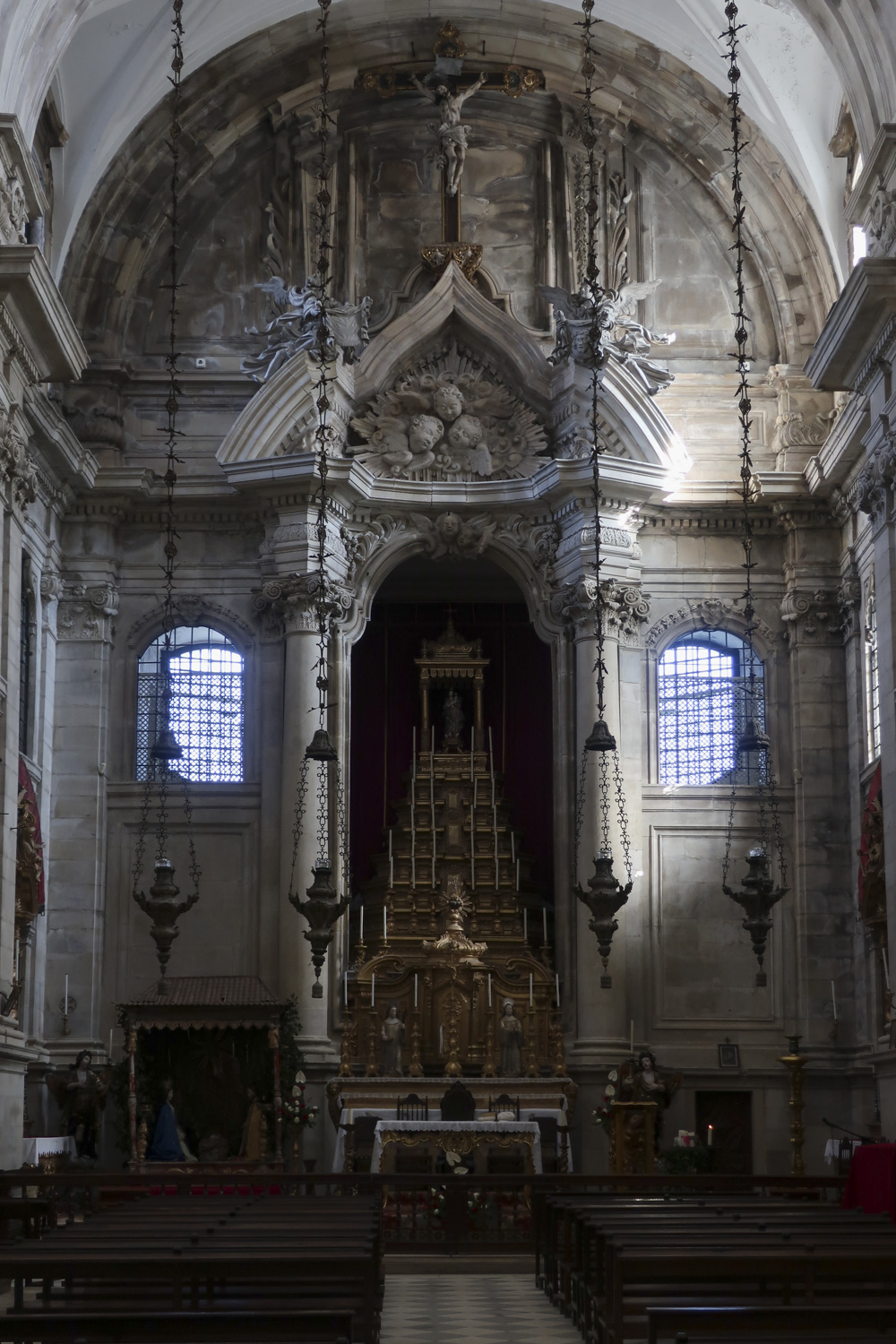
Altar mayor
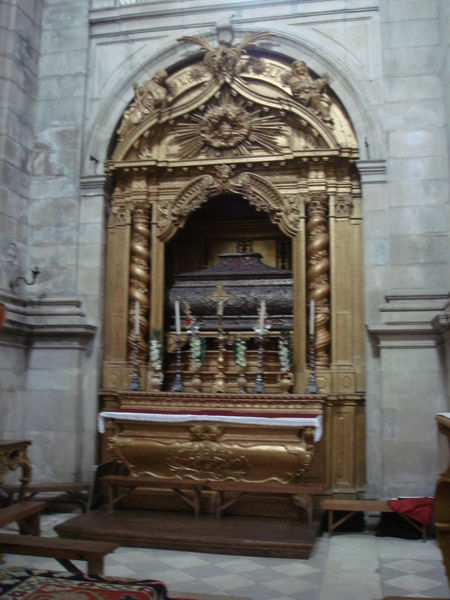
Tumba de la beata Sancha de Portugal
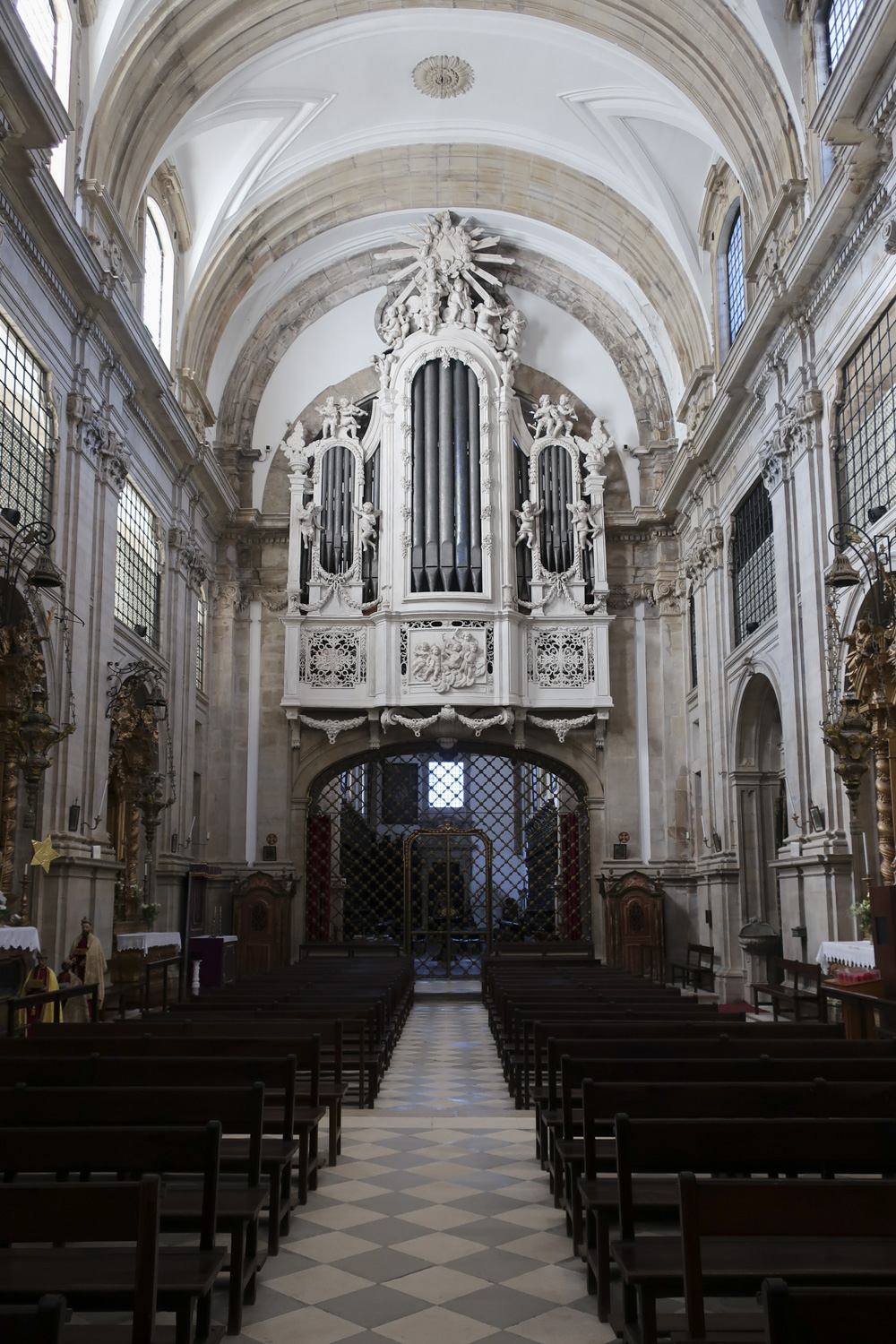
Interior de la iglesia
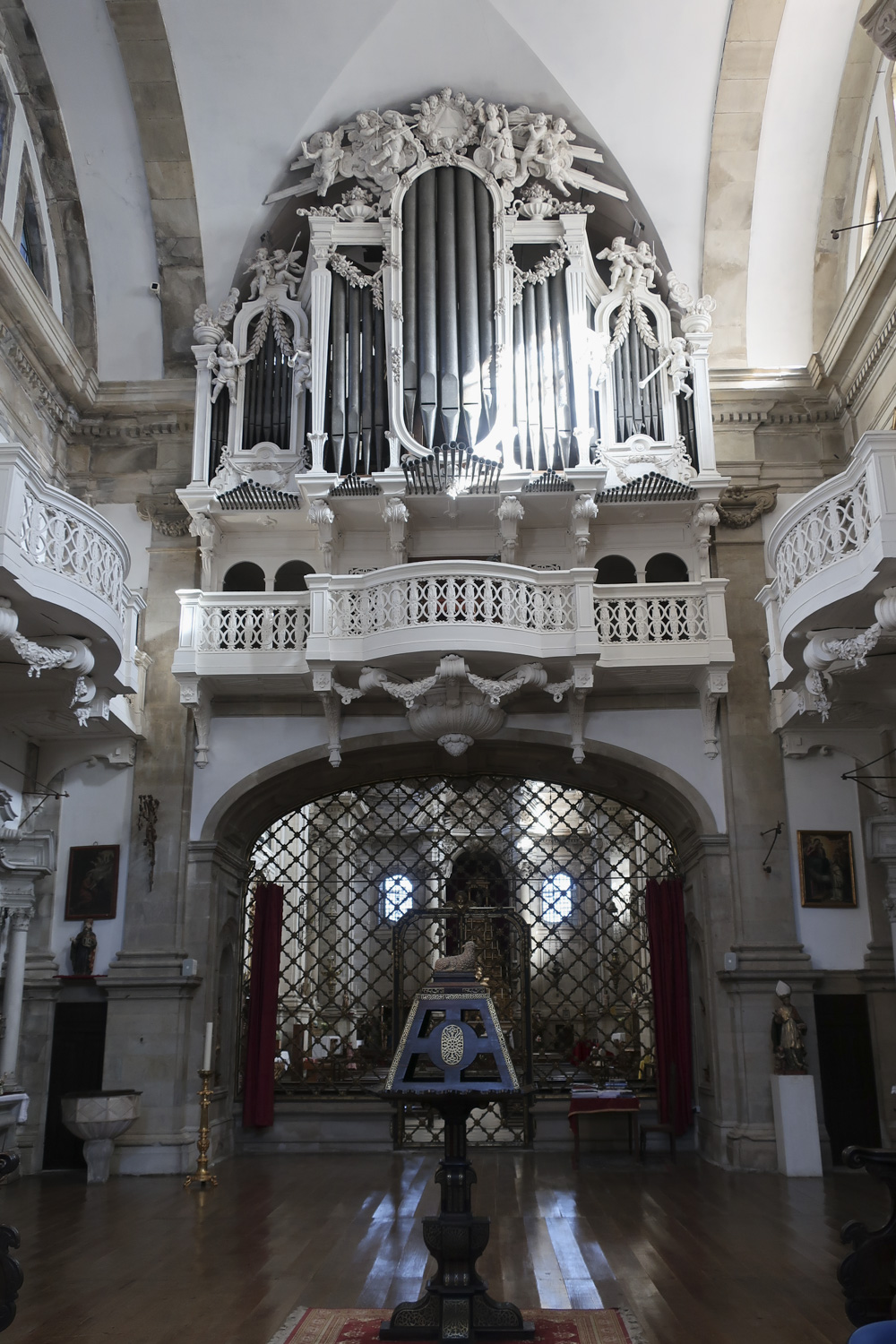
Interior de la iglesia
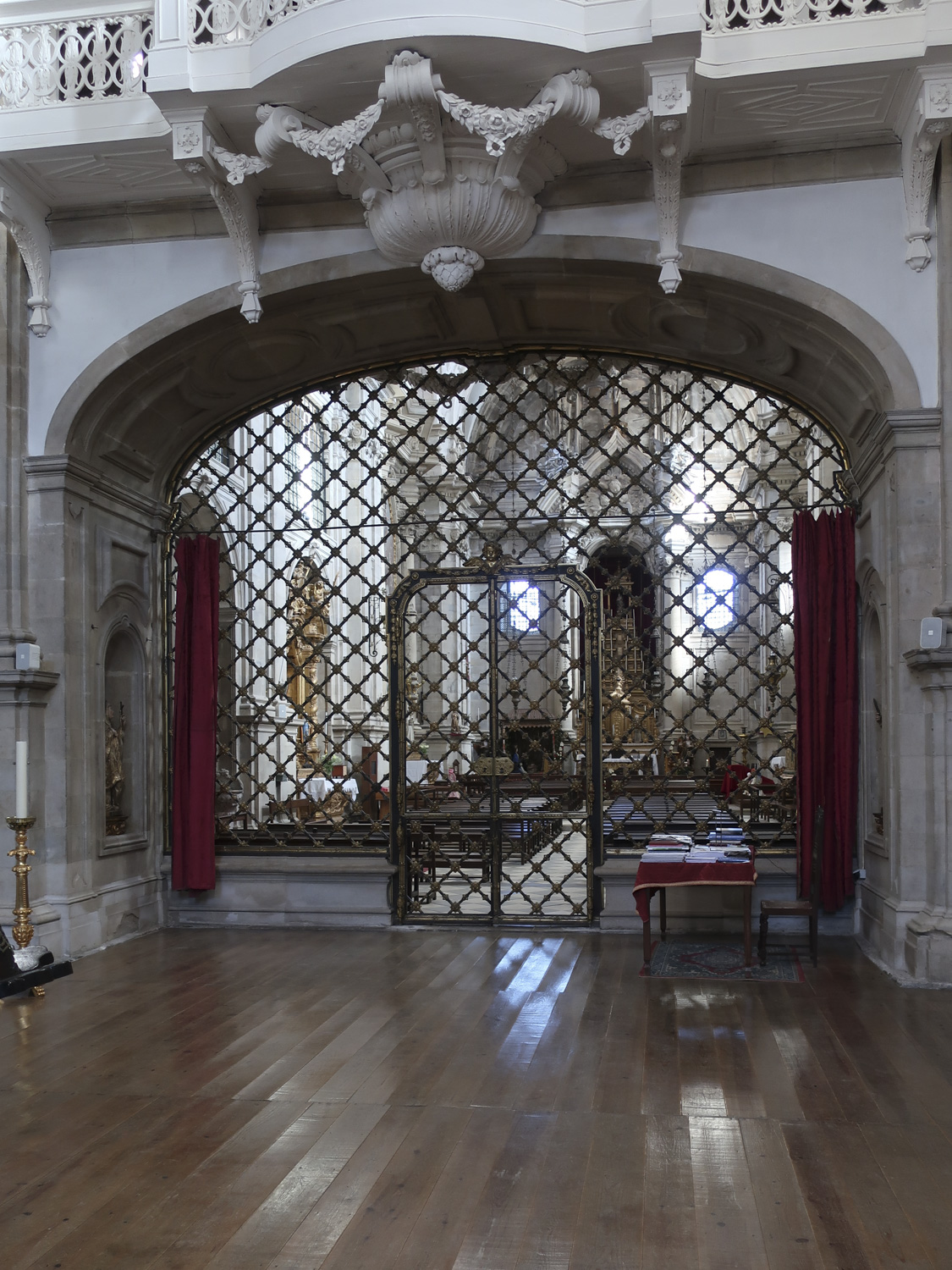
Interior de la iglesia; barandilla
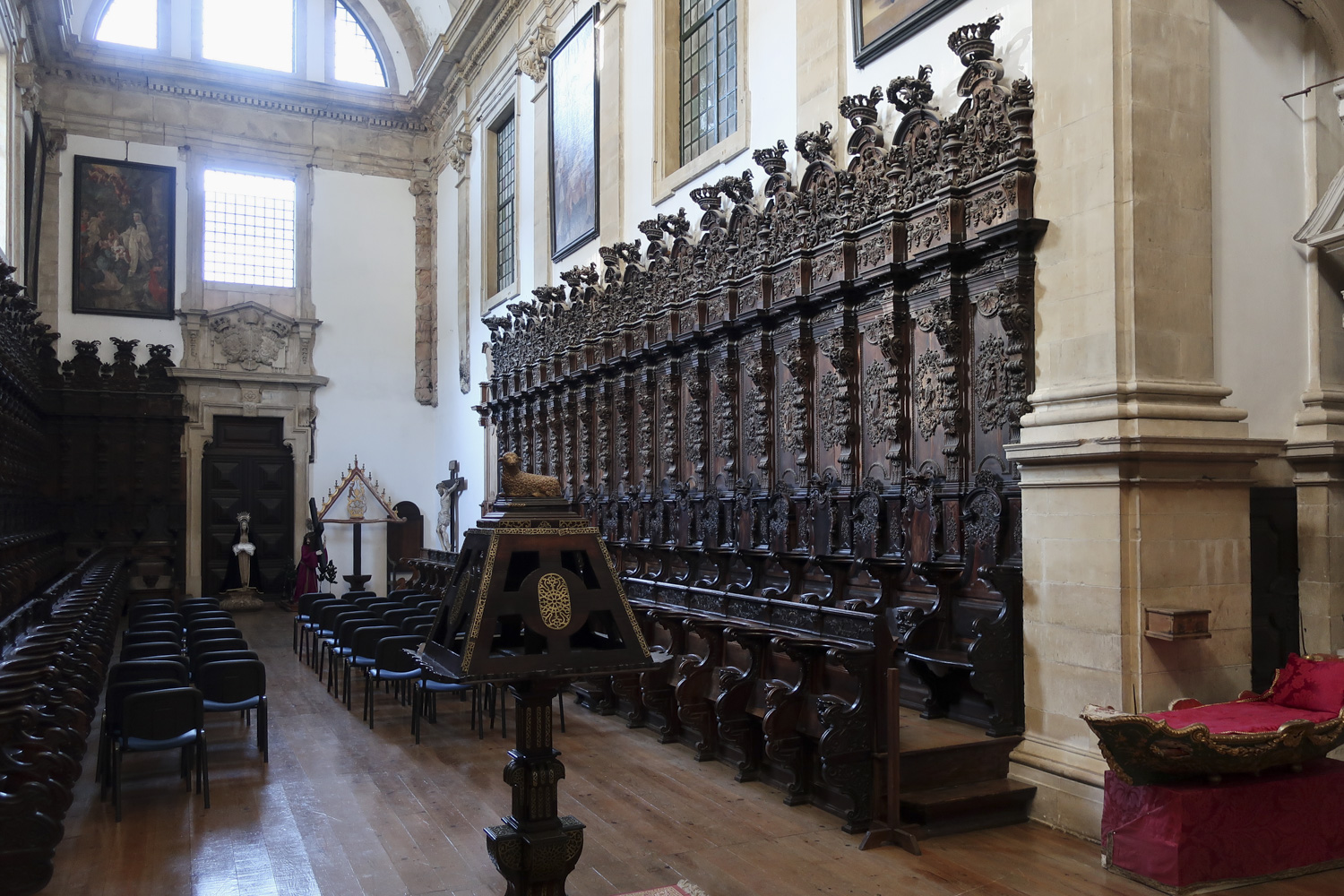
Coro; sillería
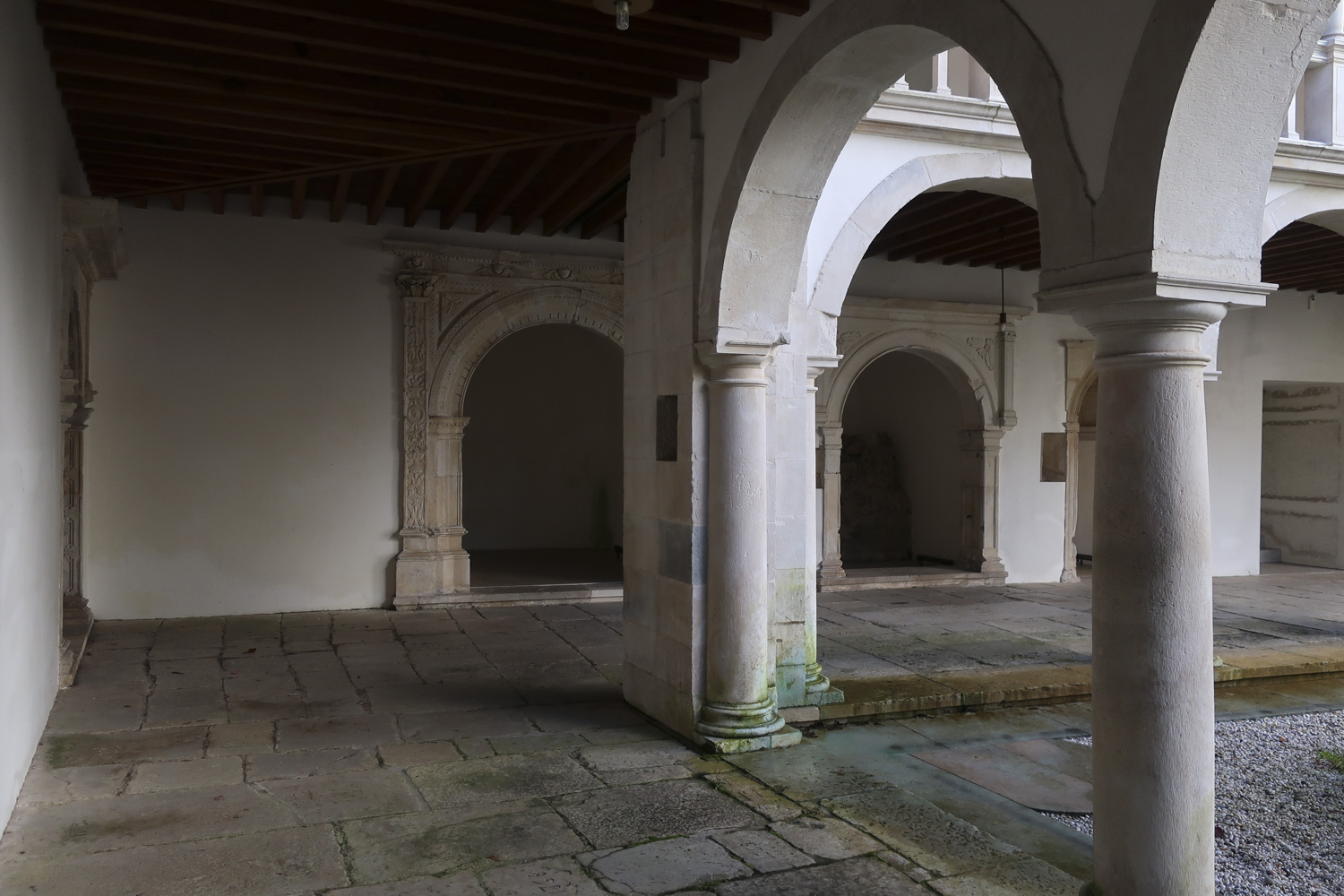
Claustro

## Monjas ilustres
Entre las monjas que se recogieron en el monasterio destacan:
- Infanta beata Teresa de Portugal (ca. 1181-1250), hija de Sancho I de Portugal y mujer de Afonso IX de León
- Dulce I de León (ca. 1195-ca. 1245), hija de Afonso IX de León y Teresa
- Teresa Mendes de Sousa (1220-1292), hija de Mem Garcia de Sousa
- Infanta Urraca (ca. 1260-ca. 1290), hija de Afonso III